# Derviš i smrt
 Ovo je glavno značenje pojma Derviš i smrt. Za film napisan po romanu pogledajte Derviš i smrt (film).
Derviš i smrt roman je bosanskohercegovačkog književnika Meše Selimovića, objavljen 1966. godine; uglavnom se smatra njegovim najuspješnijim djelom. Godine 1972. je po njemu snimljena televizijska serija, a dvije godine kasnije i film.  

## O djelu
Derviš i smrt po vrsti je psihološki i filozofski roman, pun introspekcija glavnog lika, kojima on traži smisao života. Roman se sastoji od šesnaest zaglavlja, a podijeljen je na dva dijela – prvi dio romana sastoji se od devet zaglavlja, a drugi od preostalih sedam zaglavlja. Svako poglavlje započinje ajetom – ulomkom iz Kur'ana, koji najavljuje temu poglavlja. Zadnje poglavlje započinje istim ajetom kao i prvo poglavlje, čime se ostvaruje ciklička struktura romana, gdje je završetak ujedno i početak.
Glavni lik romana je sredovječni derviš (pripadnik muslimanskog vjerskog reda) Ahmed Nurudin, upravitelj jedne tekije (derviški samostan) u osmanskoj Bosni. Promjene u njegov skroman i miran život unosi vijest da mu je brat uhićen iz političkih razloga. Pokušavajući pomoći bratu sam se suočava s vlašću i društvom pri čemu biva potresen njegov dotadašnji svjetonazor i način života.  
Većinu života živio je okružen zidovima tekije, izoliran od svijeta, vjerujući u dobrotu i pravednost ljudi, ali u pokušaju da oslobodi brata. Njegovo se viđenje svijeta mijenja i on saznaje da svijet nije onakav kakvim ga je on smatrao. Shvaća da se i on promijenio, da je postao nesiguran i nesretan te da je poljuljano sve ono u što je vjerovao. Muče ga brojna pitanja i sjećanja na prošla vremena koja pokušava potisnuti jer ga podsjećaju na mnogobrojne propuštene prilike u životu, zbog kojih žali. Želi opet postići svoj unutarnji mir pa traga za srećom i smislom svojeg života. Ta potraga za životnim smislom ujedno je i tema romana.
Na kraju romana pripovjedač zaključi da je svaki čovjek na gubitku, jer se životni smisao ne može ostvariti. Cijeli roman alegorija je suđenja na kojem je glavni lik i sudac i tužitelj i okrivljenik koji pokušava dati svjedočanstvo, ali i biti iskren i pošten prema samome sebi.
Osim psihološke problematike, u romanu su izražena i mnoga filozofska pitanja vezana uz ljudski život, društvo i politiku, a također je izložena i analiza društvenog i političkog stanja u Bosni za vrijeme Osmanskog Carstva.  Sličnu tematiku ima i Selimovićev roman Tvrđava objavljen 1970. godine.

## Autobiografska pozadina
Krajem 1944., malo nakon oslobođenja Tuzle, grad je bio izlijepljen šapirografiranim plakatima, na kojima je pisalo da je Šefkija Selimović osuđen na smrt strijeljanjem, jer je iz magazina GUND-a (Glavne uprave narodnih dobara) uzeo krevet, ormar, stolicu i još neke sitnice. U objavi piše da je presuda takva zato što je okrivljeni iz poznate partizanske obitelji. Šefkija Selimović nije bio kriv, to su znali svi: stvari je javno posudio, jer mu se žena trebala vratiti iz koncentracijskog logora, a kuća mu je bila opljačkana.
Šefkija Selimović bio je Mešin brat, ali on bratu nije mogao pomoći. Postojao je i treći brat, Teufik Selimović, visoki dužnosnik OZNE, koji bratu, kao pravovjeran komunist, nije želio pomoći. Štožer korpusa je nakon toga naredio Šefkijino je te 1944. godine strijeljan. Grob mu nikada nije pronađen. Smrt rođenog brata ostaviće veliku traumu na Mešu Selimovića i snažno utjecati na nastanak djela Derviš i smrt. U svojoj autobiografskoj knjizi Sjećanja Meša Selimović je zapisao:

## Vanjske poveznice
- Derviš i smrt (TV serija) u internetskoj bazi filmova IMDb-a
- Derviš i smrt (film) u internetskoj bazi filmova IMDb-a